# Zvjezdane staze: Deep Space 9
Zvjezdane staze: Deep Space 9 (eng. Star Trek: Deep Space 9) je znanstvenofantastična TV serija emitirana 7 sezona (1993. – 1999.) koja prati avanture posade Federacijskog međuzvjezdanog broda USS Defiant NX-74205 i osoblja bajoranske svemirske postaje Deep Space Nine (DS9). Serija je spinoff serijala Zvjezdane staze: Nova generacija, a stvorili su ga Rick Berman i Michael Piller. Emitirala se dok je izvorna serija još trajala, a u njoj sudjeluju i dva lika iz prethodnog serijala (O'Brien i Worf), dok se na početku DS9 pojavljuje lik kapetana Jeana-Luca Picarda.	 
To je bila prva serija u franšizi koja se nije odigravala na svemirskom brodu, već na orbitalnoj stanici.

## Zaplet
Nakon 50 godina okupacije, vojska Kardasijanske Unije povlači se sa, sada osiromašenog, planeta Bajor na granici Federacije i Unije. Novo formirana Bajoranska prijelazna vlada šalje apel Ujedinjenoj Federaciji Planeta tražeći pomoć u obnovi njihovog planeta.
Kardasijanci su u orbiti oko Bajora ostavili svoju svemirsku postaju Terok Nor, korištenu tijekom Okupacije za nadzor sustava i obradu minerala. Na molbu Bajoranske prijelazne vlade, Federacija šalje kapetana fregate Benjamina Siska (Avery Brooks) da, u ime Bajora, administrira postajom sada nazvanom Deep Space 9 dok traje obnova. 
Za vrijeme početne ophodnje okolice postaje, Sisko i znanstvena časnica, kapetanica korvete Jadzia Dax (Terry Farell), otkrivaju crvotočinu. Saznaje se da u crvotočini žive bestjelesna bića, koja se otkrivaju kao bajoranski Proroci, a crvotočina je u bajoranskoj vjeri ispunjene proročanstva o Nebeskom hramu.
Sa znanstvene strane, otkriva se da ta crvotočina nije slična ni jednoj drugoj. To je, naime, prva poznata stabilna crvotočina s nepromjenjljivim točkama ulaska i izlaska kod Bajora i u dalekom kvadrantu Gamma.
Istraživanja u Gamma kvadranta otkrila su veliku prijetnju Federaciji. 10,000 godina staro carstvo poznato samo kao Dominij (Dominion). U patroli za Dominijem, samoubilačkim napadom uništen je zapovjedni brod klase Galaxy, USS Odyssey, a prateće letjelice klase Danube jedva su se vratile natrag do Bajora.
Zbog ove prijetnje Federaciji, i kvadrantu općenito, postaji DS9 dodjeljuje se prototip prvog federacijskog isključivo ratnog broda, USS Defiant (eng. prkos), registarskog broja NX-74205.

## Likovi (i glumci)
Glavni likovi (iz Flote) su:
- kapetan Benjamin Sisko (glumi ga Avery Brooks) - zapovjednik postaje DS9, zapovjednik USS Defianta, Izaslanik Proroka
- bojnica Kira Nerys (glumi je Nana Visitor) - prva časnica DS9 i veza s bajoranskom vladom
- kapetan korvete Worf (glumi ga Michael Dorn) - taktički časnik na DS9, prvi časnik na USS Defiantu
- kapetanica korvete Jadzia Dax (glumi je Terry Farell) - glavna znanstvena časnica (preminula)
- poručnica Ezri Dax (glumi je Nicole de Boer) - savjetnica na DS9
- redarstvenik Odo (glumi ga René Auberjonis) - šef osiguranja postaje
- poručnik Julian Bashir  (glumi ga Alexander Siddig) - glavni liječnik na DS9, brodski liječnik na USS Defiantu
- narednik Miles O'Brien (glumi ga Colm Meaney) - časnik za operacije i glavni strojar na USS Defiantu
- zastavnik Nog (glumi ga Aron Eisenberg) - pilot USS Defianta, inženjerski specijalist na DS9
- viceadmiral William Ross (glumi ga Barry Jener) - zapovjednik armade Zvjezdane flote tijekom Dominijskog rata

i izvanflotini likovi:
- Quark (glumi ga Armin Shimerman) - vlasnik bara "Quark's" i predstavnik Udruge promenadskih trgovaca
- Jake Sisko (glumi ga Cirroc Lofton) - izvjestitelj Federacijske Informative Agencije i sin kapetana Siska
- gul Dukat (glumi ga Marc Alaimo) - kardasijski vođa i kasnije Izaslanik pah-utvara
- Elim Garak (glumi ga Andrew Robinson) - krojač i bivši agent Obsidijanskog reda
- Osnivačica (glumi je Salome Jens) - glavni metamorf u Alpha kvadrantu, vođa Dominija
- Weyoun (glumi ga Jeffrey Combs) - vorta koji upravlja Jem'hadarima u Alpha kvadrantu, sluga Osnivača
- legat Damar (glumi ga Casey Biggs) - kardasijski vođa nakon Dukata i kasnije vođa kardasijanskih pobunjenika
- Rom (glumi ga Max Grodénchik) - Veliki Nagus Ferengijskog Saveza i Quarkov brat
- Morn (glumi ga Mark Allen Shepherd) - kurir; izveo pljačku najsigurnije galaktičke banke, Banke Bolarusa
- Leeta (glumi je Chase Masterson) - konbarica u "Quark's"-u i Romova žena
- Kasidy Yates Sisko (glumi je Penny Johnson) - druga žena kapetana Siska, kapetanica teretnog broda
- Keiko O'Brien (glumi je Rosalind Chao) - žena narednika O'Briena, učiteljica na DS9
- general Martok (glumi ga J.G. Hertzler) - zapovjednik klingonske flote
- veliki nagus Zek (glumi ga Wallace Shawn) - veliki nagus Ferengijske Alijanse prije Roma
- vic Fontaine (glumi ga James Daren) - hologram u Quarkovu holoapartmanu